# Paôy Pêt
Paôy Pêt (franska: Poipet) är en ort i Kambodja.   Den ligger i provinsen Banteay Meanchey, i den västra delen av landet, 300 km nordväst om huvudstaden Phnom Penh. Paôy Pêt ligger 42 meter över havet och antalet invånare är 79 000.
Terrängen runt Paôy Pêt är platt. Runt Paôy Pêt är det tätbefolkat, med 397 invånare per kvadratkilometer. Det finns inga andra samhällen i närheten. Omgivningarna runt Paôy Pêt är en mosaik av jordbruksmark och naturlig växtlighet.